# كارميغادن
كارميغادن (بالإنجليزية: Carmageddon)‏، هي لعبة المركبات القتالية، من تطوير ونشر ستالينس غيمز، صدرت عام 1997 على منصات إم إس دوس ومايكروسوفت ويندوز ماك أو إس. في هذه اللعبة، يتسابق اللاعب بمركبة ضد العديد من المنافسين الآخرين الذين تتحكم فيهم أجهزة الكمبيوتر في أماكن مختلفة، بما في ذلك المدينة والمناجم والمناطق الصناعية. لدى اللاعب قدر معين من الوقت لإكمال كل سباق، ويمكن لللاعب كسب المزيد من الوقت من خلال جمع المكافآت، أو إتلاف سيارات المنافسين، أو دهس المشاة. تكتمل السباقات إما بإكمال المسار كما هو الحال في لعبة سباق عادية، أو تدمير جميع سيارات السباق الأخرى، أو قتل جميع المشاة على المستوى. تتضمن اللعبة ستة وثلاثين مضمار سباق، يتم لعبها في أحد عشر موقعًا مختلفًا. تتميز اللعبة بثلاثة ريمكسات موسيقية من ألبوم ديمانيوفاكتشور لفرقة فير فاكتوري لعام 1995.